# Brachythecium buchananii
Brachythecium buchananii là một loài Rêu trong họ Brachytheciaceae. Loài này được (Hook.) A. Jaeger mô tả khoa học đầu tiên năm 1878.